# Dom Pérignon (xampany)

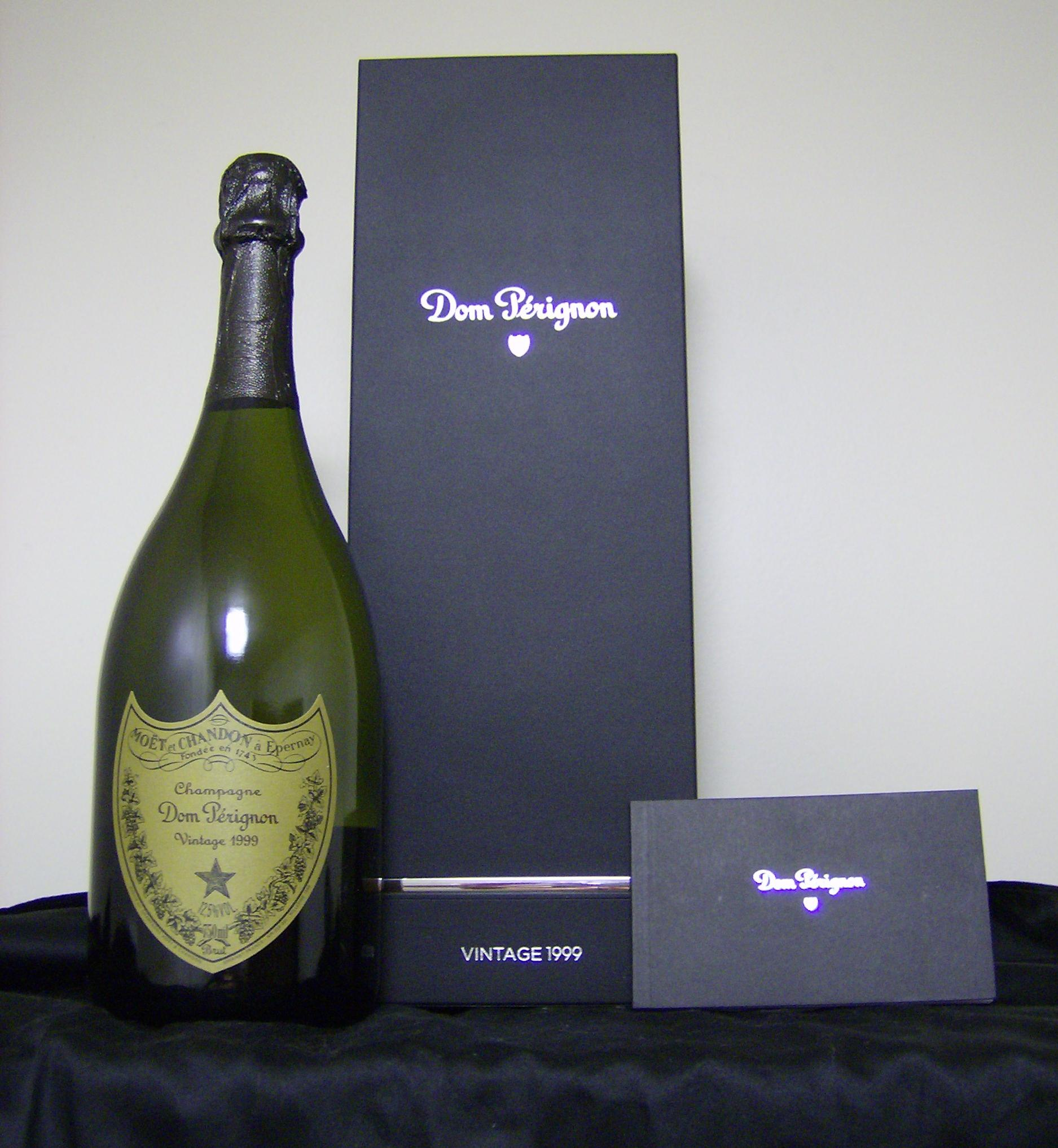
Una ampolla de Dom Pérignon collita 1999 amb els seus materials d'autenticació.

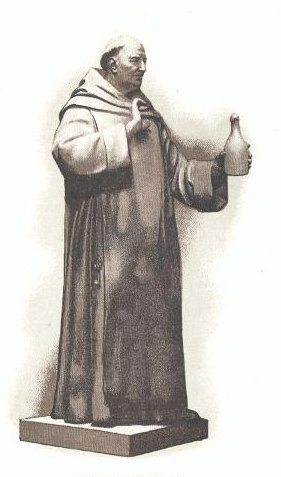
Dom Pierre Pérignon, el monjo benedictino creador del xampany.

Dom Pérignon (pronunciació francesa: [dɔ̃peʁiɲɔ̃]; /ˌdɒmpɛrɪˈnjɒn/ en anglès) és una marca de xampany, produïda per Moët & Chandon. Va rebre el nom de Dom Pérignon en honor de Pierre Pérignon, un monjo benedictí qui suposadament fou el descobridor, de la forma de creació dels vins escumosos.

## Història
La primera collita de Dom Pérignon va ser en 1921 i només va ser posada a la venda el 4 d'agost de 1936, després de la Gran Depressió. Dom Pérignon és una verema de xampany, la qual cosa significa que només s'efectua en els millors anys, i tots els raïms utilitzats per a l'elaboració del vi van ser collides en el mateix any. Molts xampanys, per contra, no són d'època, la qual cosa significa que el xampany es fabrica a partir de raïms collits en diversos anys.

## Producció actual
Al voltant de 5 milions d'ampolles es produeixen en cada collita. El xampany és 55 % Chardonnay i 45 % Pinot Noir, amb 7g/l de sucre faig una mitjana de. Segons Tom Stevenson, "Tots els vins necessiten un mínim de 12 mesos per fomentar l'envelliment del sedoso mousse de la signatura Dom Pérignon". A partir de 2008, la versió actual de Dom Pérignon és de la collita 2000 i la versió actual de Dom Pérignon Rosat és de la collita 1998.
El director des de 2007 és el enóleg Richard Geoffroy, qui ha estat Cap de la cava de Dom Pérignon des de 1998.